# Viaggio apostolico di Francesco in Egitto 2017
Per il suo XVIII viaggio apostolico papa Francesco si è recato in Egitto, visitando la città del Cairo. 
Durante il viaggio, il Pontefice ha incontrato il Patriarca Copto di Alessandria, Tawadros II con cui ha firmato una dichiarazione congiunta, e ha visitato l'Università islamica sunnita di Al-Azhar. 
Si tratta della seconda visita di un Pontefice in Egitto, dopo quella di Giovanni Paolo II.